# MEMS
A mikroelektromechanikai rendszerek (MEMS) (vagy mikroelektronikai és mikroelektromechanikai rendszerek), valamint a kapcsolódó mikromechatronikai és mikrorendszerek a mikroszkopikus méretű, különösen mozgó alkatrészekkel rendelkező eszközök technológiáját alkotják. Ezek a nanoszintű méretekben nanoelektromechanikai rendszerekbe (NEMS) és nanotechnológiába olvadnak össze. A MEMS-eket Japánban mikrogépeknek, Európában pedig mikrorendszer-technológiának (MST) is nevezik.
A MEMS-ek 1 és 100 mikrométer (azaz 0,001-0,1 mm) közötti méretű alkatrészekből állnak, és a MEMS-eszközök mérete általában 20 mikrométer és egy milliméter (azaz 0,02-1,0 mm) között mozog, bár a tömbökbe rendezett alkatrészek (pl. digitális mikrotükrös eszközök) mérete meghaladhatja az 1000 mm²-t is. Általában egy központi egységből állnak, amely az adatokat feldolgozza (integrált áramköri chip, például mikroprocesszor), és több, a környezettel kölcsönhatásba lépő komponensből (például mikroérzékelők). A MEMS-ek nagy felület/térfogat aránya miatt a környezeti elektromágnesesség (pl. elektrosztatikus töltések és mágneses momentumok) és a folyadékdinamika (pl. felületi feszültség és viszkozitás) által keltett erők fontosabb tervezési szempontok, mint a nagyobb méretű mechanikus eszközök esetében. A MEMS-technológia abban különbözik a molekuláris nanotechnológiától vagy a molekuláris elektronikától, hogy az utóbbinak a felületi kémiát is figyelembe kell vennie.
A nagyon kicsi gépekben rejlő lehetőségeket már azelőtt felismerték, hogy létezett volna az ezek előállítására alkalmas technológia (lásd például Richard Feynman híres 1959-es There's Plenty of Room at the Bottom című előadását). A MEMS-ek akkor váltak gyakorlati hasznosíthatóvá, amikor már elő lehetett állítani őket a módosított félvezetőeszköz-gyártási technológiákkal, amelyeket általában az elektronika előállításához használnak. Ezek közé tartozik az öntés és a galvanizálás, a nedves maratás (KOH, TMAH) és a száraz maratás (RIE és DRIE), az elektromos kisüléses megmunkálás (EDM) és más, kis méretű eszközök gyártására alkalmas technológiák.

## Történelem
A MEMS-technológia gyökerei a szilícium forradalmában gyökereznek, amely két fontos szilícium félvezető találmányra vezethető vissza 1959-ből: a monolitikus integrált áramkör (IC) csipre, amelyet Robert Noyce készített a Fairchild Semiconductornál és a MOSFET-re (fém-oxid-félvezető térvezérelt tranzisztor, vagy MOS-tranzisztor), amelyet Mohamed M. Atalla és Dawon Kahng készített a Bell Labsnél. A MOSFET-skálázás, azaz a MOSFET-ek miniatürizálása az IC-chipeken, az elektronika miniatürizálásához vezetett (ahogy azt a Moore-törvény és a Dennard-féle skálázás megjósolta). Ez megalapozta a mechanikai rendszerek miniatürizálását, a szilícium félvezető technológián alapuló mikromegmunkálási technológia kifejlesztésével, mivel a mérnökök kezdték felismerni, hogy a szilíciumchipek és a MOSFET-ek képesek kölcsönhatásba lépni és kommunikálni a környezettel, és olyan dolgokat feldolgozni, mint a vegyi anyagok, a mozgások és a fény. Az egyik első szilícium nyomásérzékelőt a Honeywell 1962-ben izotrópikusan mikromegmunkálta.
A MEMS-eszközök korai példája a Harvey C. Nathanson által 1965-ben kifejlesztett rezonáns kapu-tranzisztor, a MOSFET adaptációja. Egy másik korai példa a Raymond J. Wilfinger által 1966 és 1971 között szabadalmaztatott elektromechanikus monolitikus rezonátor, a rezonátor. Az 1970-es évektől az 1980-as évek elejéig számos MOSFET mikroérzékelőt fejlesztettek ki fizikai, kémiai, biológiai és környezeti paraméterek mérésére.

## Típusok
A MEMS kapcsolástechnológiának két alapvető típusa van: a kapacitív és az ohmos. A kapacitív MEMS-kapcsolót egy mozgó lemez vagy érzékelőelem segítségével fejlesztik ki, amely megváltoztatja a kapacitást. Az ohmos kapcsolókat elektrosztatikusan vezérelt konzolok vezérlik. Az ohmos MEMS-kapcsolók a MEMS-aktuátor (konzol) fémfáradása és az érintkezők kopása miatt hibásodhatnak meg, mivel a konzolok idővel deformálódhatnak.

## A MEMS-gyártáshoz használt anyagok
A MEMS-ek gyártása a félvezető eszközök gyártásának folyamattechnikájából fejlődött ki, azaz az alapvető technikák az anyagrétegek lerakása, a fotolitográfiás mintázás és a maratás a kívánt alakzatok előállítása érdekében.

### Szilícium
A szilícium az az anyag, amelyet a modern iparban a fogyasztói elektronikában használt legtöbb integrált áramkör létrehozásához használnak. A méretgazdaságosság, az olcsó, kiváló minőségű anyagok könnyű elérhetősége és az elektronikus funkciók beépítésének képessége teszi a szilíciumot vonzóvá a MEMS-alkalmazások széles skálájához. A szilíciumnak jelentős előnyei vannak az anyagi tulajdonságai révén is. Egykristályos formában a szilícium csaknem tökéletes Hookean-anyag, ami azt jelenti, hogy hajlításkor gyakorlatilag nincs hiszterézis, és így szinte nincs energiaveszteség. A szilíciumot ez a tulajdonsága a nagymértékben megismételhető mozgás mellett nagyon megbízhatóvá is teszi, mivel nagyon kevéssé fárad el, és több milliárd és több trillió ciklus közötti élettartamot tud elérni anélkül, hogy eltörne. A szilícium alapú félvezető nanoszerkezetek egyre nagyobb jelentőségre tesznek szert a mikroelektronika és különösen a MEMS területén. A szilícium termikus oxidációjával előállított szilícium nanodrótok további érdeklődésre tartanak számot az elektrokémiai átalakítás és tárolás területén, beleértve a nanodrót akkumulátorokat és a fotovoltaikus rendszereket.

### Polimerek
Bár az elektronikai ipar méretgazdaságosságot biztosít a szilíciumipar számára, a kristályos szilícium még mindig összetett és viszonylag drágán előállítható anyag. A polimerek ezzel szemben hatalmas mennyiségben állíthatók elő, és az anyagjellemzők nagy változatosságával rendelkeznek. A MEMS-eszközök polimerekből olyan eljárásokkal készíthetők, mint a fröccsöntés, a dombornyomás vagy a sztereolitográfia, és különösen alkalmasak mikrofluidikai alkalmazásokhoz, például eldobható vérvizsgálati patronokhoz.

### Fémek
Fémek is felhasználhatók MEMS-elemek létrehozására. Bár a fémek nem rendelkeznek a szilícium által a mechanikai tulajdonságok tekintetében mutatott előnyökkel, a fémek a korlátaikon belül alkalmazva igen nagyfokú megbízhatóságot tudnak felmutatni. A fémeket galvanizálással, párologtatással és porlasztással lehet lerakni. A leggyakrabban használt fémek közé tartozik az arany, a nikkel, az alumínium, a réz, a króm, a titán, a volfrám, a platina és az ezüst.

### Kerámia
A szilícium, az alumínium és a titán nitridjeit, valamint a szilíciumkarbidot és más kerámiákat az anyagtulajdonságok előnyös kombinációi miatt egyre gyakrabban alkalmazzák a MEMS-gyártásban. Az AlN a wurtzit szerkezetben kristályosodik, és így piroelektromos és piezoelektromos tulajdonságokkal rendelkezik, ami lehetővé teszi például a normál és nyíróerőkre érzékeny érzékelők alkalmazását. A TiN másrészt nagy elektromos vezetőképességet és nagy rugalmassági modulust mutat, ami lehetővé teszi az elektrosztatikus MEMS működtetési rendszerek megvalósítását ultravékony gerendákkal. Ezenkívül a TiN nagyfokú ellenállása a biokorrózióval szemben alkalmassá teszi az anyagot biogén környezetben történő alkalmazásokra. Az ábra egy 50 nm vékony hajlítható TiN sugárral ellátott MEMS bioszenzor elektronmikroszkópos képét mutatja egy TiN alaplemez felett. Mindkettő egy kondenzátor ellentétes elektródájaként működtethető, mivel a gerenda elektromosan szigetelő oldalfalakban van rögzítve. Ha az üregben folyadékot szuszpendálnak, annak viszkozitása az alaplemezhez való elektromos vonzás révén a sugár meghajlításából és a hajlítási sebesség méréséből származtatható.

## Fordítás
Ez a szócikk részben vagy egészben  a   Microelectromechanical systems című angol Wikipédia-szócikk ezen változatának fordításán alapul.  Az eredeti cikk szerkesztőit annak laptörténete sorolja fel. Ez a jelzés csupán a megfogalmazás eredetét és a szerzői jogokat jelzi, nem szolgál a cikkben szereplő információk forrásmegjelöléseként.